# Bernat Jaume
Bernat Jaume Izcara (* 19. November 1995 in Igualada) ist ein spanischer Squashspieler.

## Karriere
Bernat Jaume begann seine professionelle Karriere im Jahr 2014 und gewann bislang sieben Titel auf der PSA World Tour. Seine höchste Platzierung in der Weltrangliste erreichte er mit Rang 39 am 2. Juni 2025. Mit der spanischen Nationalmannschaft nahm er bereits mehrfach an der Europameisterschaft teil, sein Debüt in der Mannschaft gab er 2015. 2019 wurde er mit ihr Vizeeuropameister. 2017 stand er im spanischen Aufgebot bei der Weltmeisterschaft.

## Erfolge
- Vizeeuropameister mit der Mannschaft: 2019
- Gewonnene PSA-Titel: 7